# نيكولاس خيمينيز (لاعب كرة قدم)
نيكولاس خيمينيز (بالإسبانية: Nicolás Giménez)‏ هو لاعب كرة قدم فنزويلي، ولد في 17 فبراير 2000 في فنزويلا.

## وصلات خارجية
- نيكولاس خيمينيز على موقع Soccerway.com (الإنجليزية)